# Un sentiment plus fort que la peur
Un sentiment plus fort que la peur est le quatorzième roman de l'écrivain français Marc Levy, est paru le 14 février 2013 aux éditions Robert Laffont-Versilio.
On retrouve le reporter Andrew Stilman pour cette nouvelle aventure, rencontré dans le roman Si c'était à refaire.

## Résumé
Dans l'épave d'un avion emprisonnée sous les glaces du mont Blanc, Suzie Baker retrouve le document qui pourrait rendre justice à sa famille accusée de haute trahison. Mais cette découverte compromettante réveille les réseaux parallèles des services secrets américains.
Entraîné par l'énigmatique et fascinante Suzie Baker, Andrew Stilman, grand reporter au New York Times, mène une enquête devenue indispensable à la survie de la jeune femme.
Traqués, manipulés, Suzie et Andrew devront déjouer pièges et illusions jusqu'à toucher du doigt l'un des secrets les mieux gardés de notre temps. C'est une histoire très attachante qui montre l'égoïsme et la peur de certaines personnes.